# Fayçal Gouiaa
Fayçal Gouiaa (arabe : فيصل قويعة), né le 10 juillet 1959, est un haut fonctionnaire, diplomate et homme politique tunisien. Il est secrétaire d'État auprès du ministre des Affaires étrangères de janvier 2014 à février 2015.

## Biographie

### Formation
Fayçal Gouiaa obtient un diplôme du cycle moyen de l'École nationale d'administration en 1984, un diplôme du cycle supérieur du même établissement en 1989, un diplôme de l'École du trésor de Paris en 1986, un certificat de la National Defense University de Washington (États-Unis) en 2002 et un diplôme de langue anglaise à l'Institut Bourguiba des langues vivantes de Tunis en 1995. En 2003, il est auditeur à l'Institut de défense nationale.

### Carrière professionnelle
Entre 1984 et 1986, il est chargé du service des relations internationales au sein du ministère de la Femme et de la Famille, entre 1989 et 1993 chef de service des budgets des départements de souveraineté au ministère des Finances et, entre 1993 et 1995, directeur adjoint de l'Asie du Sud à la direction générale Amériques-Asie au ministère des Affaires étrangères. Entre 1995 et 2001, il travaille à l'ambassade de Tunisie à Washington : comme conseiller culturel et de presse (1995-1997), conseiller économique et commercial (1997-1999) puis chef de mission adjoint (1999-2001).
Entre 2001 et 2005, il est directeur des Amériques au ministère des Affaires étrangères, entre 2006 et 2010 ambassadeur de Tunisie en Indonésie, aux Philippines, à Singapour, en Thaïlande, en Malaisie et à Brunei (avec résidence à Jakarta). Entre 2010 et 2011, il est directeur général pour l'Afrique et l’Union africaine au ministère des Affaires étrangères et, de 2011 à 2014, directeur général pour les Amériques et l'Asie au ministère des Affaires étrangères.
Il a également été membre de la Commission supérieure des marchés auprès du Premier ministère, professeur associé à l’Institut diplomatique pour la formation et les études (Tunis) et professeur associé (master degree) de relations internationales à l'Institut supérieur des sciences humaines à l'université de Tunis. Il a également représenté la Tunisie dans plusieurs sommets internationaux.
Le 30 avril 2015, il reçoit ses lettres de créances comme ambassadeur de Tunisie aux États-Unis. Le 24 mars 2021, il est nommé conseiller des services publics et chargé de mission au cabinet du ministre des Affaires étrangères.

### Carrière politique
En janvier 2014, il est nommé secrétaire d'État auprès du ministre des Affaires étrangères Mongi Hamdi, en tant qu'indépendant, au sein du gouvernement de Mehdi Jomaa.

## Vie privée
Fayçal Gouiaa est marié et père de deux enfants. Il parle anglais, français et arabe.

## Distinction
- 2013 : prix annuel du Centre des études stratégiques pour le Proche-Orient et l'Asie du Sud (en) (NESA) relevant de l'université nationale de défense de Washington (États-Unis)[1]